# Octavio Ocampo
Pour les articles homonymes, voir Ocampo.
Octavio Ocampo est un peintre et sculpteur surréaliste mexicain né le 28 février 1943 à Celaya dans l'État de Guanajuato.
Il est parti étudier à l’institut des Arts de San Francisco. Depuis 1976, il se concentre principalement à la peinture et la sculpture.
Sa particularité est d’assembler des objets/des personnes/des animaux pour composer des portraits et des paysages. L’illusion d’optique qui en résulte, rend ses œuvres particulièrement intéressantes à observer.
Il a peint de nombreux tableaux, comme Visions of Quixote.